# Чалково
Чалково — деревня в Бардымском районе Пермского края. Входит в состав Бардымского сельского поселения.
Находится примерно в 7 км к северу от центра села Барда.

## Население
По результатам переписи 2010 года численность населения составила 85 человек, в том числе 36 мужчин и 49 женщин.
В 2005 году численность населения составляла 147 человек.
В 1926 году в селе проживало 431 башкир.

## Улицы
- улица 1 Мая
- Тулвинская улица
- Зелёная улица